# Argentino Vargas
Argentino Vargas es un cortometraje dirigida por Federico Sosa y protagonizada por Emilio Bardi y Mónica Galán. 

## Reparto
- Emilio Bardi
- Mónica Galán
- Miguel Dedovich
- Fernando Roa